# Bill Freiberger
Bill Freiberger é um escritor e produtor americano,seus principais trabalhos foram alguns episódios de The Simpsons,Drawn Together e The PJs

## Ligações Externas
Internet Movie Database (em Inglês)